# Liste des films soviétiques sortis en 1979
Cet article présente une liste de films produits en Union soviétique et sortis en 1979.

## 1979
Les titres en français sont en grande majorité des traductions automatiques et non les titres attribués par les distributeurs dans les pays francophones.
Pour le classement annuel, la liste des titres a été établie en se basant sur les répertoires des pages Wikipédia en russe complétées par les listes des sites «kino-teatr» et «kinopoisk» d'où le nombre important de films que l'on trouve dans les références.
Pour les titres où l'on manque de précisions, seule l'année est indiquée : année de réalisation, année de sortie ou les deux ?. Bien que cela puisse paraître superflu, 1979 est inscrit pour chacun de ces titres pour montrer que la vérification a été faite.
On remarque que, la plupart du temps, il n'y a pas de première pour les courts métrages ainsi que pour les dessins animés et les documentaires de courte durée.
| Titre | Titre original                                                          | Date de sortie                  | Réalisateur |
| --- | ----------------------------------------------------------------------- | ------------------------------- | --- |
| L'Appel éternel (film 1 (épisodes 7 à 12)                                                                 | ru:Вечный зов (телесериал)                                              | 16 janvier 1979                 | Vladimir Krasnopolski et Valeri Ivanovitch Ouskov (ru)                                                                                     |
| De profil ou de face film à sketchs avec Les Loups, Le Grand Amour de N. P. Tcherednitchenko et Les Rives | ru:В профиль и анфас (Волки, Большая любовь Чередниченко Н. П., Берега) | 1er mai 1979                    | réalisés respectivement par Nikolaï Valentinovitch Loukianov (ru), Aleksandr Vassilievitch Iefremov (ru) et Sergueï Grigorievitch Sytchiov |
| L'Esprit maléfique de Iambouïa                                                                            | ru:Злой дух Ямбуя (фильм)                                               | 2 janvier 1979                  | Boris Alekseïevitch Bouneïev (ru) |
| Le monde entier est dans tes yeux                                                                         | ru:Весь мир в глазах твоих                                              | avril 1979                      | Stanislav Stepanovitch Klimenko (ru) et Ivan Aleksandrovitch Simonenko (ru)                                                                |
| Pastorale                                                                                                 | ru:Пастораль (фильм)                                                    | 2 juillet 1979                  | Otar Iosseliani |
| Le Retour du fils                                                                                         | ru:Возвращение сына                                                     | mars 1979 à Moscou              | Charip Issaouletovitch Beïssembaïev (ru)                                                                                                   |
| Le temps nous a choisi                                                                                    | ru:Время выбрало нас                                                    | 22 octobre 1979 à la télévision | Mikhaïl Nikolaïevitch Ptachouk (ru) |
| Un chaton nommé Gav                                                                                       | ru:Котёнок по имени Гав (выпуск 3)                                      | 9 décembre 1979                 | Lev Atamanov |